# Capezzolo aortico
Il capezzolo aortico è un'immagine radiologica, valutabile sulla lastra del torace, segno di imminente sindrome cavale superiore.
Si presenta solitamente alla vena intercostale sinistra che drena gli spazi II-IV, decorrente anteriormente all'arco aortico, prima di confluire nell'emiazygos (75%) o nella vena anonima di sinistra (25%).
Alla radiografia del torace appare come un'immagine triangolare apposta sul margine sinistro dell'arco aortico. In certe condizioni può mimare un'adenopatia, o un aneurisma.
La sua incidenza varia tra 1,4-9,5% sul totale della popolazione, non presentando necessariamente caratteri patologici.

Appare da sette a dieci settimane prima dell'esordio della sindrome. Può essere associata anche a ipertensione epatofuga o anomalie congenite della circolazione venosa.